# ヴィルヘルム・フォン・ヘッセン＝フィリップスタール＝バルヒフェルト (1831-1890)
ヴィルヘルム・フリードリヒ・エルンスト・フォン・ヘッセン＝フィリップスタール＝バルヒフェルト（Wilhelm Friedrich Ernst von Hessen-Philippsthal-Barchfeld, 1831年10月3日 - 1890年1月17日）は、ドイツの諸侯家門ヘッセン家の公子。ヘッセン＝フィリップスタール＝バルヒフェルト方伯カールとその2番目の妻でベントハイム＝シュタインフルト侯ルートヴィヒ・ヴィルヘルムの娘であるゾフィーの間の第4子、四男。

## 子女
1857年12月27日にカッセルにおいて、ヘッセン選帝侯フリードリヒ・ヴィルヘルム1世が貴賤結婚でもうけた娘であるハーナウ＝ホロヴィッツ侯女マリアと最初の結婚をした。この結婚はやはりマリアの母の出自の低さから貴賤結婚とされ、夫妻の間に生まれた2男3女の5人の子女は家督相続権を認められず、アルデック侯子（Prinz[essin] von Ardeck）の家名を名乗ることになった。ヴィルヘルムは1872年にマリアと離婚した。
- フリードリヒ・ヴィルヘルム（1858年 - 1902年）
- カール・ヴィルヘルム（1861年 - 1938年）
- ゾフィー・アウグステ・エリーザベト（1864年 - 1919年） - 1886年、イーゼンブルク・ウント・ビューディンゲン・イン・フィリップザイヒ伯フェルディナントと結婚
- アリーツェ（1867年 - 1868年）
- カロリーネ・ルイーゼ（1868年 - 1959年） - 1889年、リッペ侯子ルドルフと結婚

1873年8月16日にシュタインフルトにおいて、異母姉ベルタとその夫のベントハイム＝シュタインフルト侯ルートヴィヒの間の娘ユリアーネ（1842年 - 1878年）と再婚し、間に3男1女の4人の子女をもうけたが、1878年に死別した。
- ベルタ・ルイーゼ（1874年 - 1919年） - 1901年、リッペ侯レオポルト4世と結婚
- クロートヴィヒ・アレクシス・エルンスト（1876年 - 1957年） - ヘッセン＝フィリップスタール＝バルヒフェルト方伯家家長
- エドゥアルト・エルンスト・アレクシス・ヘルマン・フィリップ（1878年 - 1879年）
- ユリアン・カール・ゲオルク・ヴィルヘルム（1878年、エドゥアルトの双子の弟）

1879年8月23日にシュタインフルトにおいて、先妻ユリアーネの実姉アーデルハイト（1840年 - 1880年）と3度目の結婚をしたが、間に子供をもうけないまま1880年に死別した。
1884年12月6日にルイーゼンルント城（Schloss Luisenlund）において、シュレースヴィヒ＝ホルシュタイン＝ゾンダーブルク＝グリュックスブルク公フリードリヒの娘アウグステ（1844年 - 1932年）と4度目の結婚をし、間に息子を1人もうけた。
- クリスティアン・ルートヴィヒ・フリードリヒ・アドルフ・アレクシス・ヴィルヘルム・フェルディナント（1887年 - 1971年）